# Eurytides serville
Eurytides serville es una especie de insecto lepidóptero de la familia Papilionidae.

## Denominación
Eurytides serville  fue descrita por primera vez por Jean-Baptiste Godart en 1824 con el nombre de Papilio serville.

### Subespecies
- Eurytides serville serville
- Eurytides serville acritus (Rothschild y Jordan, 1906). Habita en Colombia y el noroeste de Venezuela.

## Descripción
Eurytides serville es una mariposa de cuerpo negro. Tiene una envergadura de unos 80 mm. Las alas delanteras tienen el borde externo cóncavo y las posteriores presentan una larga cola.
El anverso es de color blanco o amarillento con, en las alas anteriores, el ápice y un gran borde marginal de color marrón. También son de color marrón dos bandas: una sale del borde costal y la otra va desde el centro de éste hasta el ángulo interno. Las alas posteriores presentan, dentro del borde marrón, lúnulas azules y una mancha anal roja.
El reverso es similar al anverso, pero las alas posteriores tienen marrón el borde interno.

## Biología
Las plantas huéspedes de la oruga de Eurytides serville son Nectandra membranacea y plantas del género Guatteria.

## Ecología y distribución
Eurytides serville se encuentra en Venezuela, Colombia, Brasil, Ecuador, Bolivia y Perú. Habita en el dosel del bosque húmedo.

### Protección
No es una especie amenazada.